# Steinkarspitze (Allgäuer Alpen)
Die Steinkarspitze (auch Steinkarlspitze) ist ein 2067 m ü. A. hoher Nebengipfel der Roten Spitze in den Allgäuer Alpen.

## Zustieg
Der Gipfel kann in rund einer Stunde unschwierig von der Landsberger Hütte über den Saalfelder Höhenweg und das Westliche Lachenjoch erreicht werden. Eine Überschreitung in Richtung Steinkarscharte ist möglich, diese erfordert Trittsicherheit und Erfahrung beim Gehen im weglosen Gelände. 

## Bilder

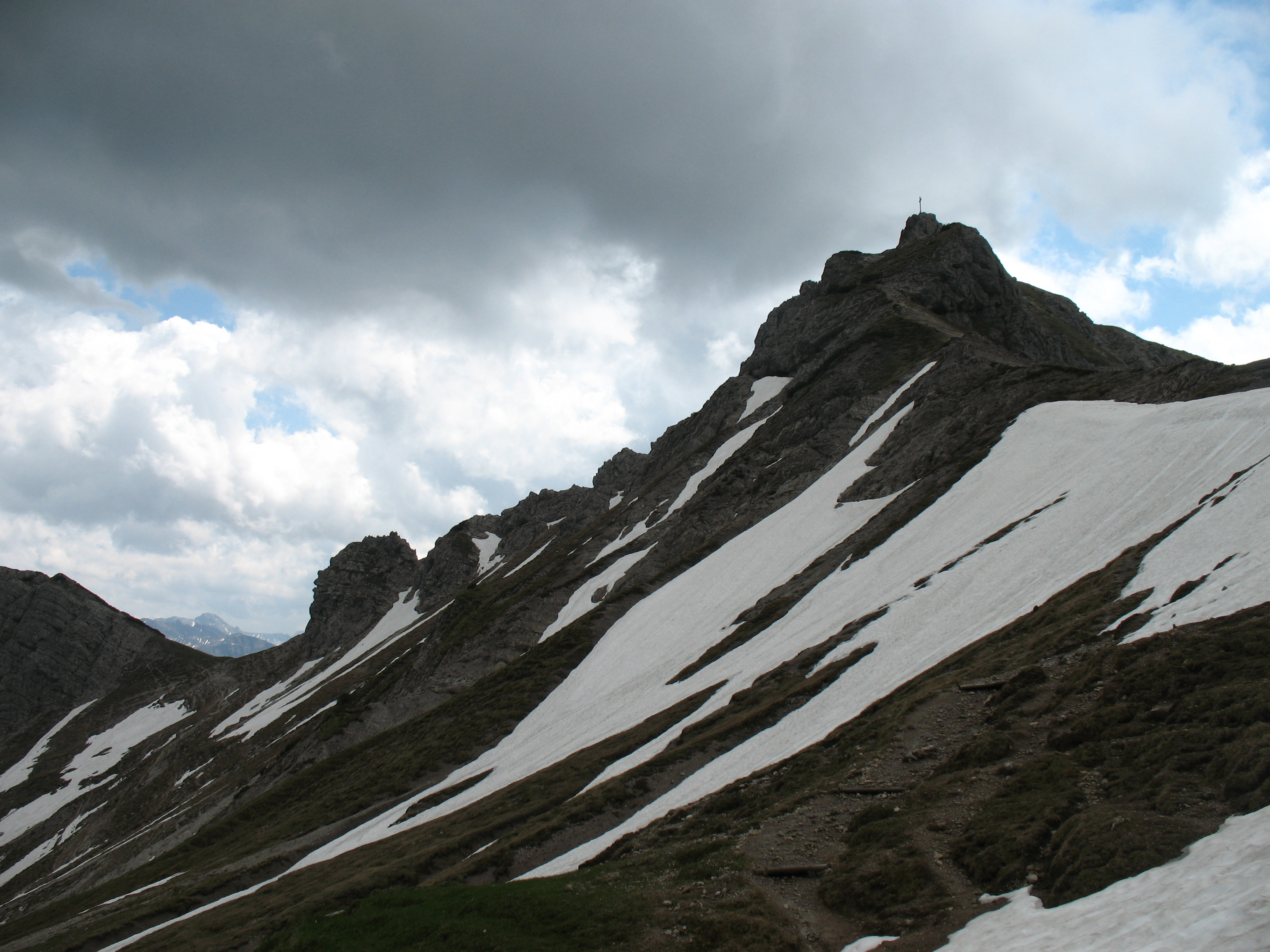
Blick vom Westlichen Lachenjoch Richtung Steinkarscharte
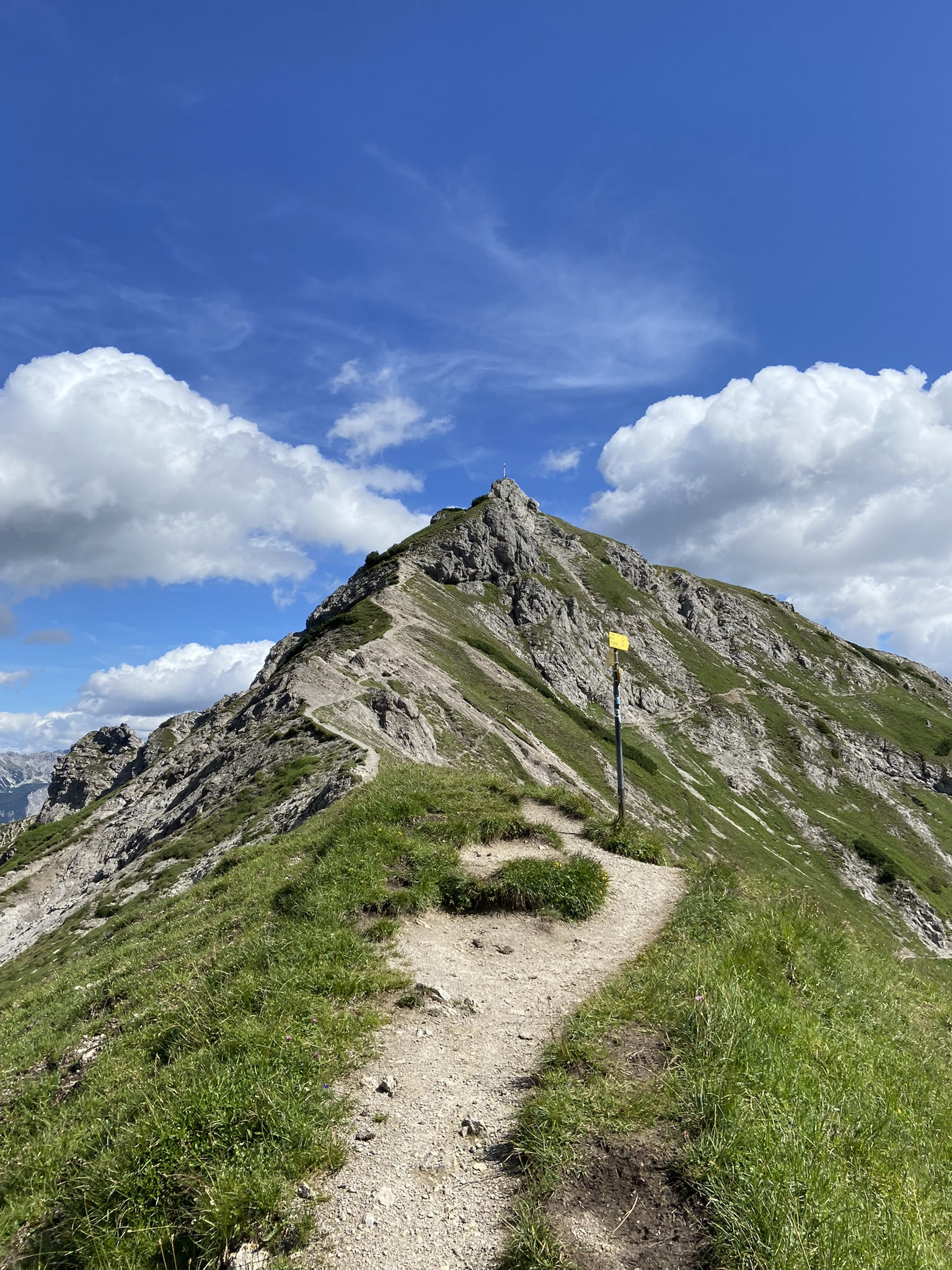
Aufstieg vom Westlichen Lachenjoch
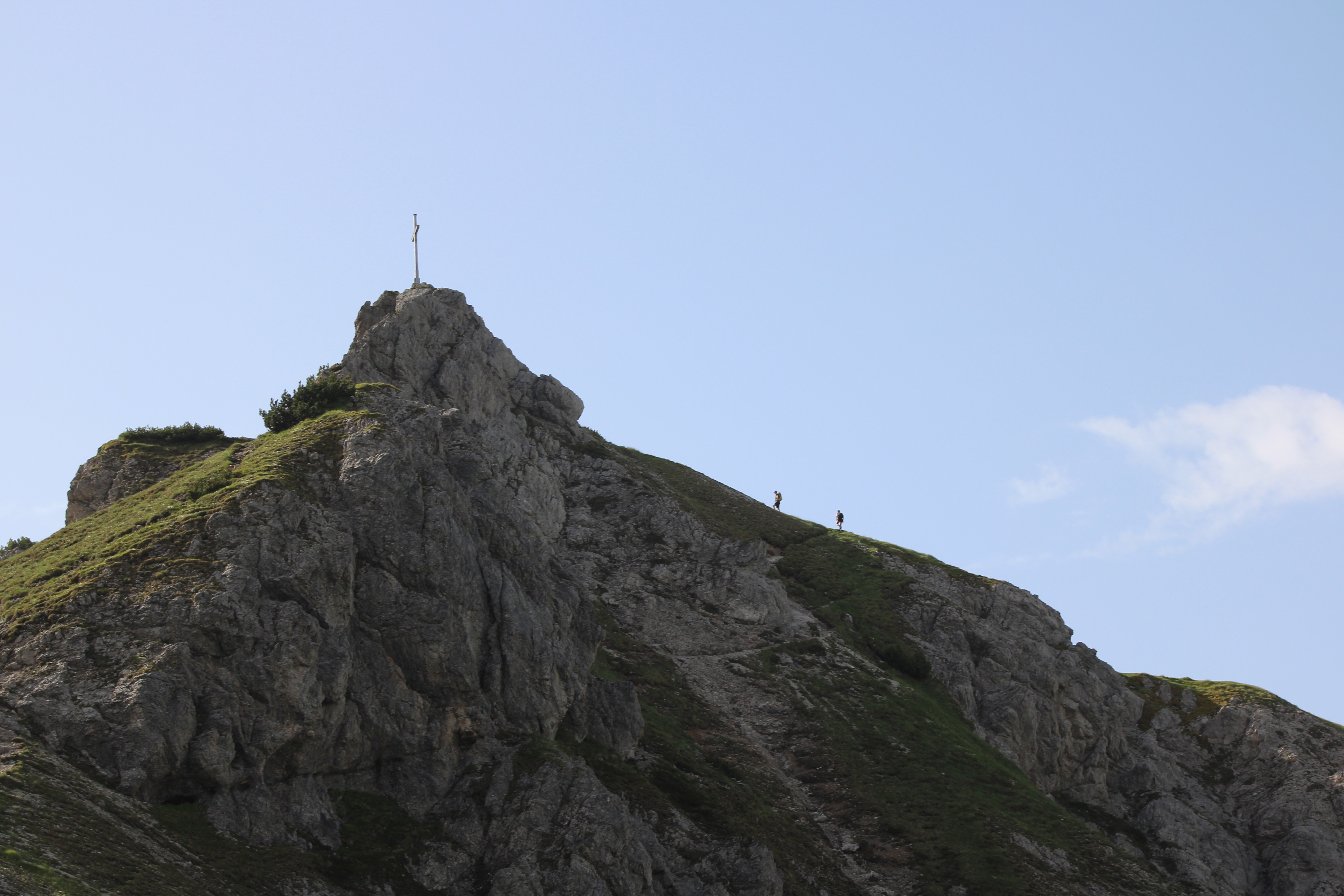
Gipfelbereich